# Alexander Abusch
Alexander Abusch, né le 14 février 1902 à Cracovie et mort le 27 janvier 1982 à Berlin-Est, est un homme politique, écrivain et journaliste allemand.

## Biographie
Fils d’un cocher de Cracovie, Alexander Abusch passe son enfance à Nuremberg où il fait des études commerciales.
En 1918, il adhère à la Jeunesse socialiste libre et, l'année suivante, au Parti communiste d'Allemagne (KPD). Il participe à la Révolution de novembre 1918. À partir de 1921, il est rédacteur pour des journaux communistes. De 1930 à 1932, il est rédacteur en chef du journal Die Rote Fahne et, de 1932 à 1933, du Ruhr-Echo (Essen).
En 1933, Abusch s'exile à Paris. Il participe à la rédaction du Livre brun sur l'incendie du Reichstag et la terreur hitlérienne. De 1935 à 1937, il se joint au Cercle Lutetia. Après l'armistice de 1940, il est interné en France, s'évade et se rapproche de la Résistance communiste avant d'émigrer à Mexico en 1941. Il est alors rédacteur en chef du journal Freies Deutschland, poste qu'il occupe jusqu'en 1946.
De retour en Allemagne en 1946, il adhère au Parti socialiste unifié d'Allemagne (SED) et est nommé secrétaire du Kulturbund zur demokratischen Erneuerung Deutschlands. En 1949, il en est le vice-président. Relevé de ses fonctions en 1950 car suspecté d'avoir eu une attitude pro-scioniste à Mexico, il est admis, à  l'été 1951, au conseil du présidium du Kulturbund et, en 1952, il est membre de l'Académie allemande des arts. En 1954, il est vice-ministre de la culture. Il fait partie, en 1956, de la commission de réflexion sur la revue littéraire Sinn und Form.
Il est ensuite ministre de la culture (1958-1961), vice-président du conseil des ministres chargé de la culture et de l'éducation (1961-1971) et vice-président et président honoraire du Kulturbund (1972-1982).

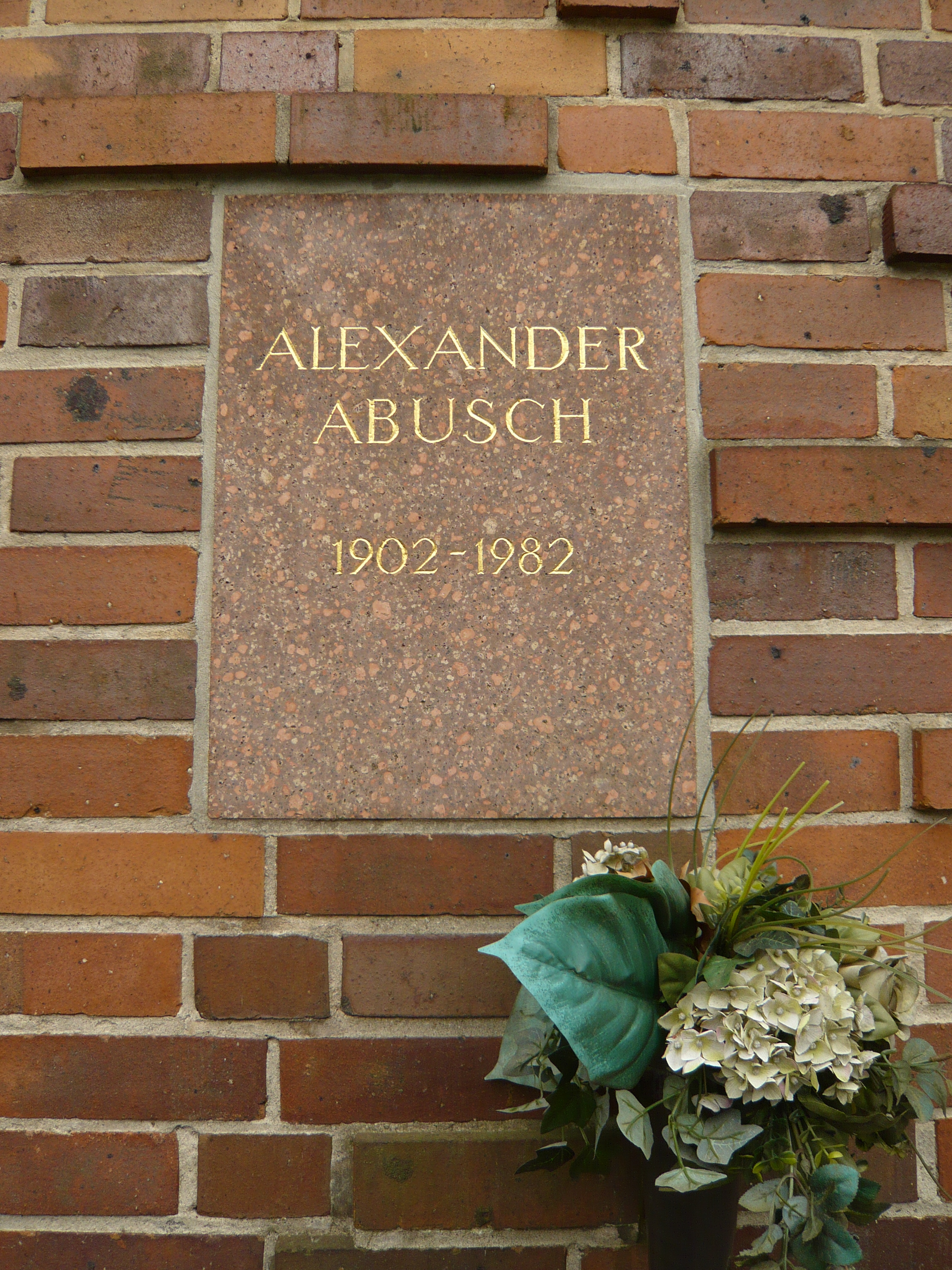
Tombe d'Alexander Abusch au Mémorial des socialistes à Berlin.

Après sa mort, son urne est enterrée au Mémorial des socialistes, dans le cimetière central de Berlin-Friedrichsfelde.

## Publications
- Der Irrweg einer Nation, 1946 (en français : L’Allemagne jugée par un Allemand, traduit de l'allemand par Jeanne Stern, préface de François Billoux, 1950)
- Johannes R. Becher, Dichter der Nation und des Friedens, 1953
- Schiller, Grösse und Tragik eines deutschen Genius, 1955. — Schriften, 3 vol., 1962-1967
- Ein neuer Zeitbeginn. Erinnerungen an die Anfänge unserer Kulturrevolution, 1945-1948, 2e éd., 1981
- Der Deckname. Memoiren, 1981
- Mit offenem Visier. Memoiren, 1986